# Constantino Barza
Constantino Barza (Viena, 1858 — Recife, 4 de março de 1934) foi um fotógrafo austriaco que atuou entre a segunda metade do século XIX e início do século XX. Sucedeu o fotógrafo Alberto Henschel no comando do ateliê Photographia Allemã em Recife, no final do século XIX. Várias fotos de sua autoria podem ser encontradas no arquivo digital Domínio Público.